# Леуварден
Леуварден (хол. Leeuwarden, слушајⓘ) или Љауерт (фриз. Ljouwert) град је и општина у холандској провинцији Фризланд и уједно њен главни град. Град има 92.347 становника (подаци из 2007).

## Историја
Леуварден је добио градске привилегије 1435. У центру града су очуване многе грађанске куће из 17. и 18. века. Познате личности пореклом из Леувардена су графичар Морис Есхер и плесачица, куртизана и шпијунка Мата Хари.

## Становништво
Према процени, у граду је 2008. живело 88.887 становника.
| 1980.  | 1990.  | 2000.  | 2008.  |
| ------ | ------ | ------ | ------ |
| 84.518 | 85.570 | 88.887 | 92.848 |